# Archival Resource Key
Archival Resource Key (ARK) is een persistent identifier voor het op lange termijn identificeren van informatieobjecten.
De identificatie gebeurt door het aanmaken van een stabiele URL, die niet beïnvloed wordt door veranderingen in protocollen of bronnen die toegang tot het object bieden. 
ARKs kunnen gebruikt worden voor elk type object: digitaal, fysiek, levend of abstract.
Het beheer over ARK's is in handen van de 'California Digital Library' (CDLIB), door het bijhouden van lijsten van NAAN's (Name Assigning Authority Number).
Een NAAN is een verplichte unieke identificatie van de organisatie die oorspronkelijk de naam van het object (ARK) heeft uitgegeven.
De NAAN is in het ARK opgenomen, net als de NMAH (Name Mapping Authority Hostport).

## Structuur
```
http://voorbeeld.org/ark:/12345/654ab3/cdef21.ext

\__________________/ \___/\___/ \____/\_________/

       NMAH            |    |      |   Qualifier

                  ARK Label |    Naam

                          NAAN
```

- NMAH: Name Mapping Authority Hostport
- ARK label: de string "ark :/"
- NAAN: Name Assigning Authority Number
- Naam: de naam die door de NAAN is uitgegeven (verplicht)[4]
- Qualifier: bestaat uit willekeurige tekst

Als in een willekeurige URL de string, "ark :/" voorkomt
bestaat er een redelijke kans dat het een ARK betreft.